# Нектарна вулиця (Київ)
Некта́рна ву́лиця — вулиця в Дарницькому районі міста Києва, мікрорайон Бортничі. Пролягає від вулиці Євгенія Харченка до Заплавної вулиці. 
Прилучаються вулиця Йоганна Вольфганга Ґете та Прополісний провулок.

## Історія
Вулиця виникла у першій половині XX століття, мала назву Комсомольска, на честь Комуністичного союзу молоді.
Сучасна назва — з 2015 року.